# Vitis x bourquina
Vitis x bourquina Munson ex Viala (pro sp.), é um híbrido natural de videiras do género Vitis com origem na costa leste dos Estados Unidos. Resistente ao oídio e à filoxera, deu origem a diversas castas de produtores directos utilizados para vinificação e para produção de sumo de uva. A casta mais conhecida é a jaquê, utilizada em diversas regiões para produção de vinho jaquê, um vinho de coloração vermelho-violáceo e pouco aromático.

## Descrição
Na origem do híbrido parece certo estar a espécie Vitis aestivalis, da qual por vezes é considerada como variedade ou subespécie. Outras potenciais origens incluem Vitis acerifolia, Vitis candicans, Vitis cinerea e Vitis vinifera.